# Персийска земна сойка
Персийската земна сойка (Podoces pleskei) е вид птица от семейство Вранови (Corvidae).

## Разпространение
Видът е разпространен в Иран.